# ラングール属
ラングール属（ラングールぞく、Trachypithecus）は、哺乳綱霊長目オナガザル科コロブス亜科に含まれる属。
東南アジアからインドのアッサム州にかけて分布する。構成種を指す呼称としては、南アジアに分布する種（ハヌマンラングール）を指していたヒンディー語に由来するラングール（langur）のほかに、マレー語に由来するルトン（lutong, lutung）や葉食性に因んだリーフモンキー（leaf-monkey）といった名称もあるが、これらは現在は別属とされるハヌマンラングール属Semnopithecusやリーフモンキー属Presbytisなどの構成種にも用いられる総称である。

## 分類
タイプ種はジャワルトン。属名はギリシア語のtrachys（粗い）とpithekos（サル）に由来する。以前は旧リーフモンキー属Presbytisの亜属とされており、Semnopithecus属に含める説もあった。旧リーフモンキー属のうちKasi亜属の構成種（ニルギリラングール・カオムラサキラングール）を本属に含める説もある。
以下の分類・英名は、Mammal Diversity Database (2024) に従う。和名は、おもに日本モンキーセンター（2024）に従う。
- Trachypithecus auratus ジャワルトン East Javan langur
- Trachypithecus barbei テナセリムルトン Tenasserim langur
- Trachypithecus crepusculus インドシナルトン Indochinese gray langur（2009年にファイヤールトンから分割）
- Trachypithecus cristatus シルバールトン Sunda silvery langur
- Trachypithecus delacouri デラクールラングール Delacour's langur
- Trachypithecus ebenus インドシナクロラングール[3] Black langur
- Trachypithecus francoisi フランソワルトン François's langur
- Trachypithecus geei ゴールデンラングール Golden langur
- Trachypithecus germaini ジェルマンルトン Germain's langur
- Trachypithecus hatinhensis ハティンラングール Hatinh langur
- Trachypithecus laotum ラオスラングール Laos langur
- Trachypithecus leucocephalus シロアタマラングール[7] White-headed langur（フランソワルトンまたはカットバラングールの亜種とする説もあり[1]）
- Trachypithecus margarita エリオットルトン Annamese langur（2008年にジェルマンルトンから分割）
- Trachypithecus mauritius ニシジャワルトン West Javan langur（2008年にジャワルトンから分割）
- Trachypithecus melamera — Shan langur（2020年にファイヤールトンから分割）
- Trachypithecus obscurus ダスキールトン Dusky langur
- Trachypithecus phayrei ファイヤールトン Phayre's langur
- Trachypithecus pileatus ボウシラングール Capped langur
- Trachypithecus poliocephalus カットバラングール Cat Ba langur
- Trachypithecus popa ポパルトン Popa langur（2020年にファイヤールトンから独立）
- Trachypithecus selangorensis セランゴールルトン Selangor silvery langur（2008年にシルバールトンの亜種として記載され、2014年に分割）
- Trachypithecus shortridgei ショートリッジラングール Shortridge's langur

## 人間との関係
ラングール属に属する種の内、森林破壊などの環境破壊によって絶滅危惧種となっている種もいる。

## ギャラリー

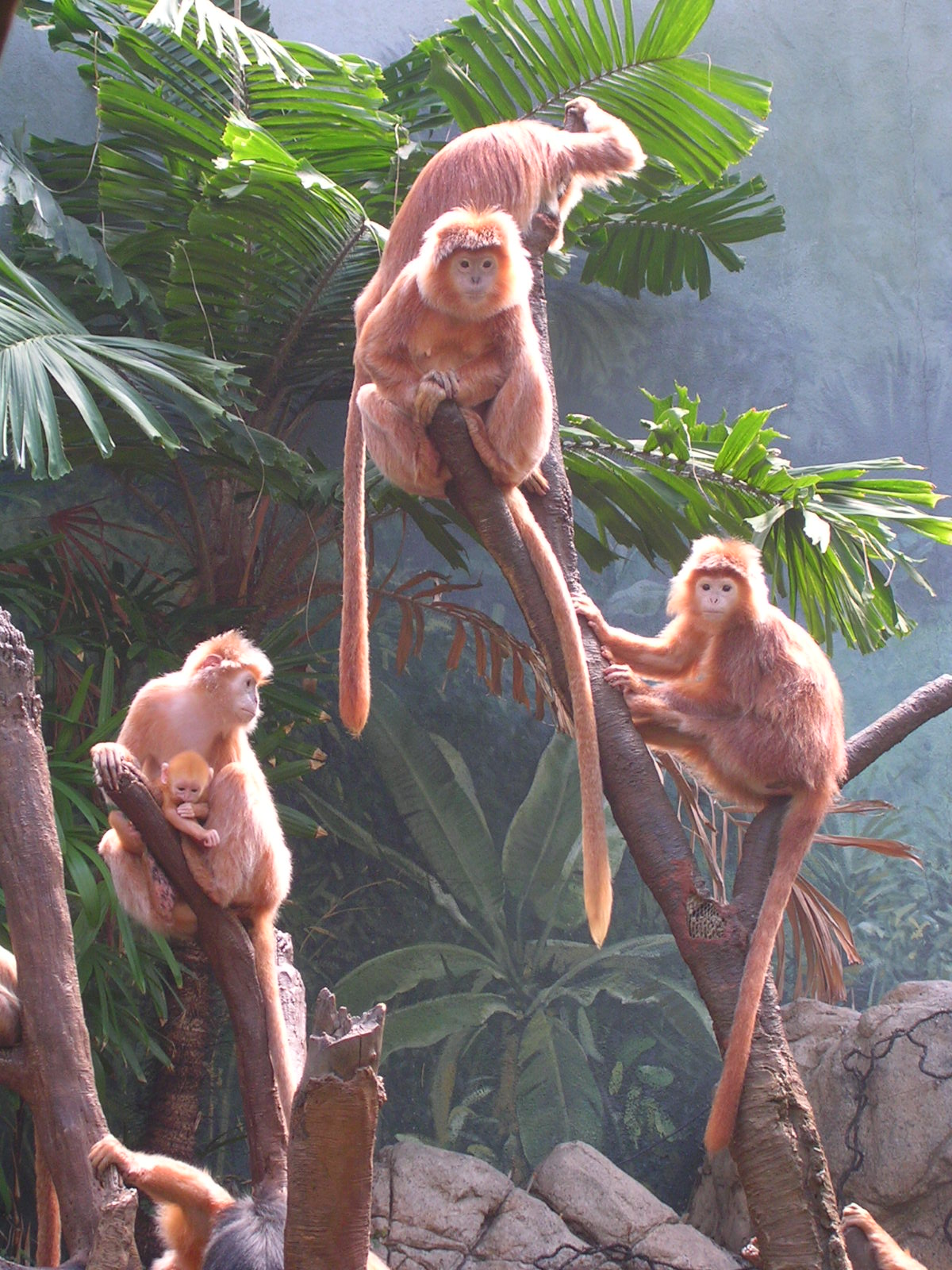
ジャワルトン
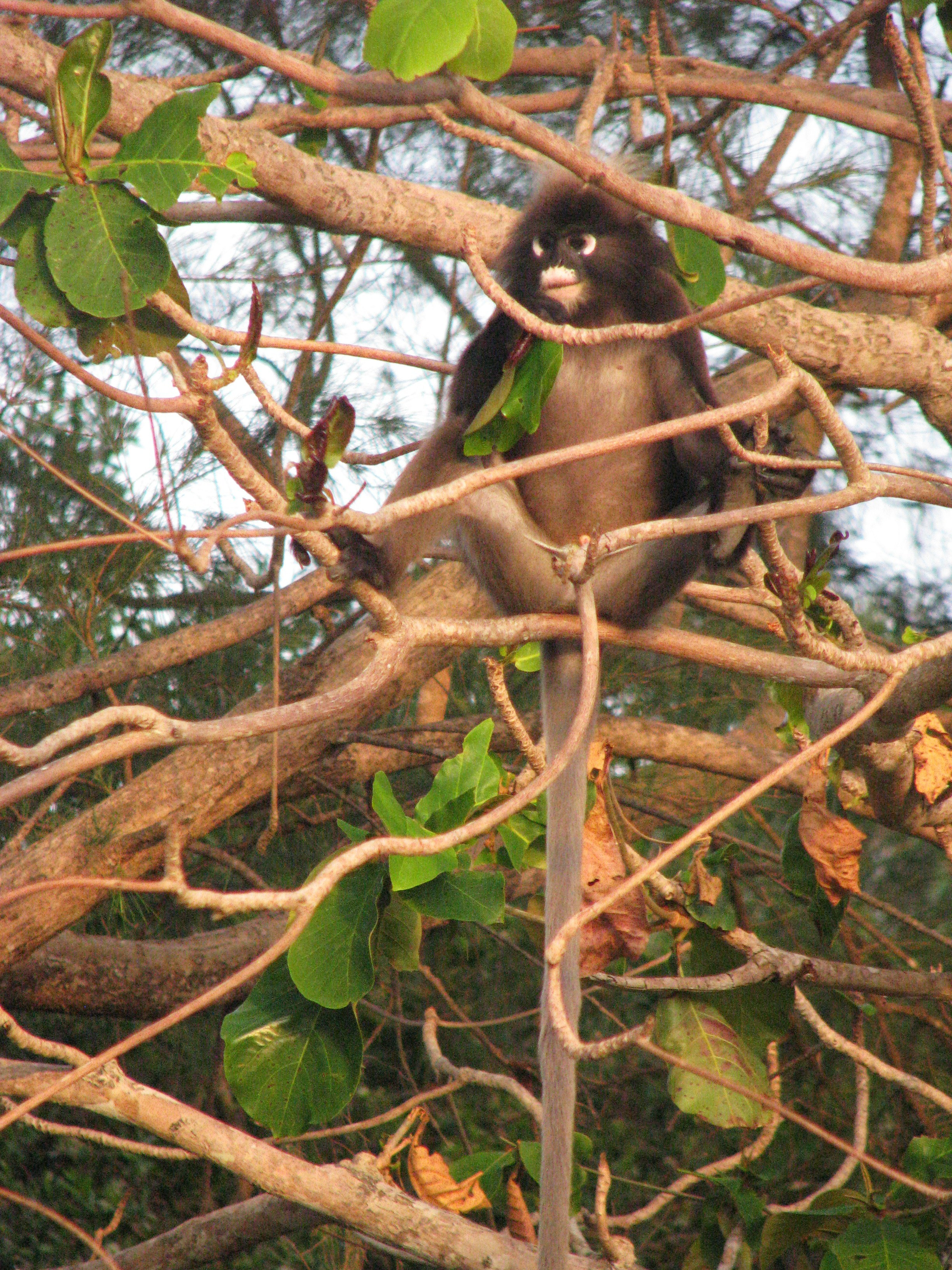
ダスキールトン
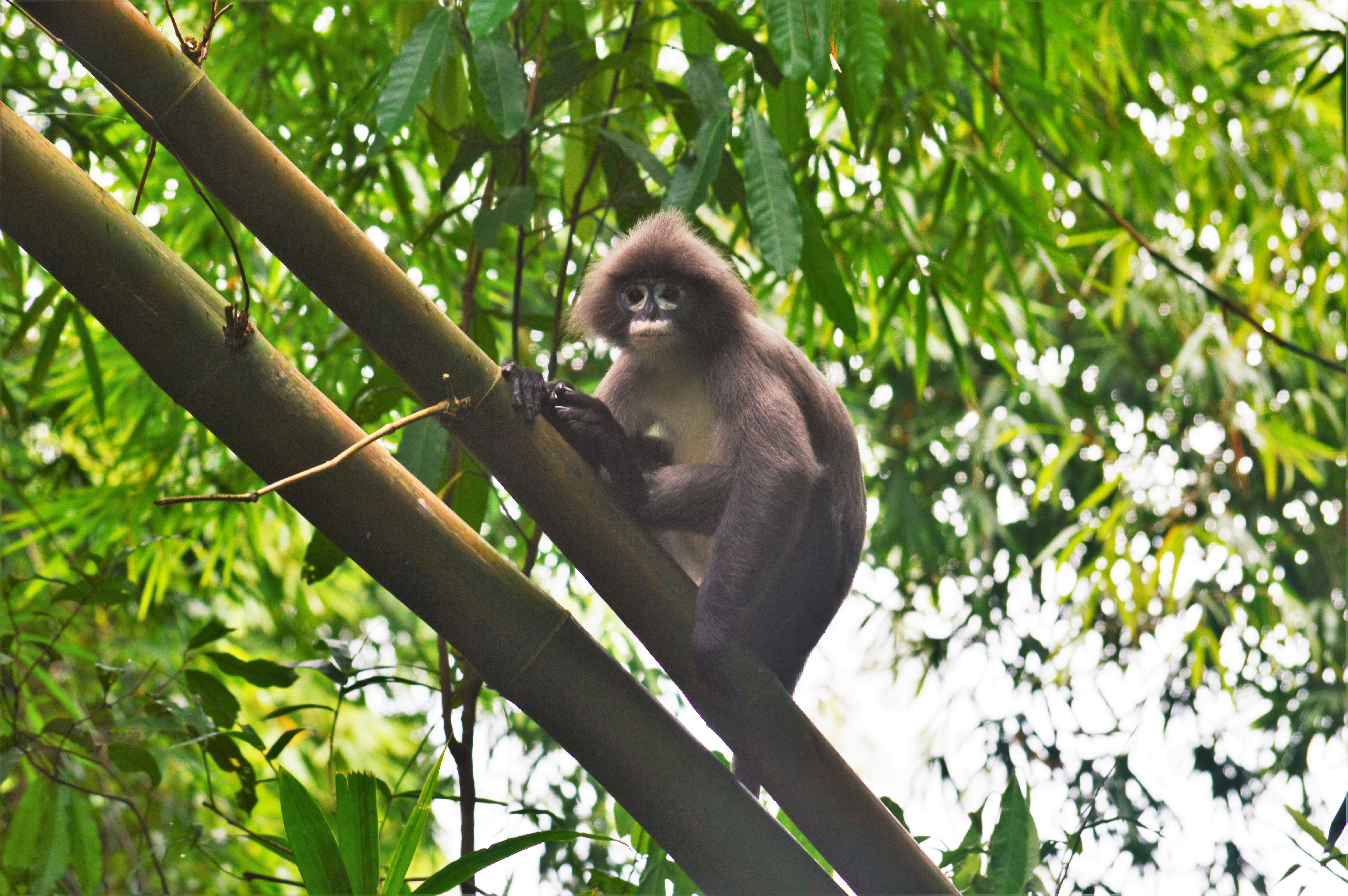
ファイヤールトン
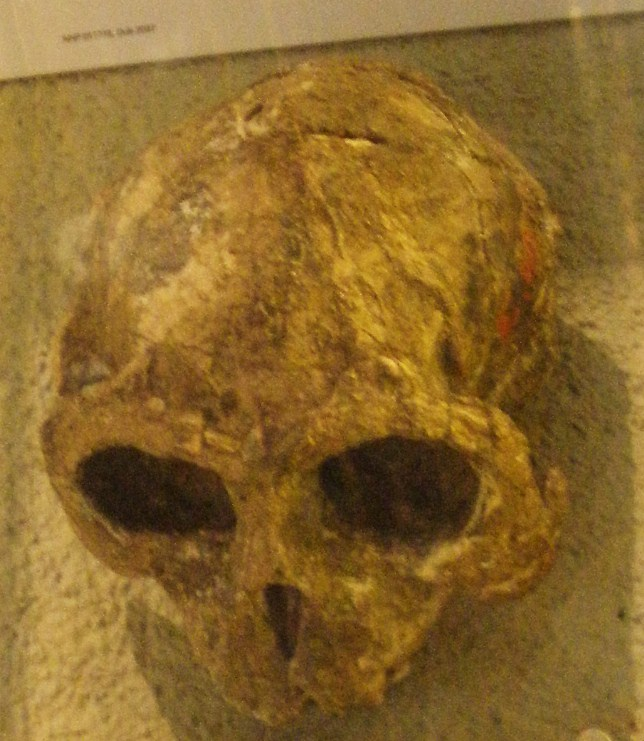
シルバールトンの頭蓋骨